# Constantino Garcés
 (mai 2020).
Si vous disposez d'ouvrages ou d'articles de référence ou si vous connaissez des sites web de qualité traitant du thème abordé ici, merci de compléter l'article en donnant les références utiles à sa vérifiabilité et en les liant à la section « Notes et références ».
Pour les articles homonymes, voir Garcés.
Constantino Garcés y Vera (mort le 6 septembre 1922) est un photographe et journaliste espagnol. 

## Biographie

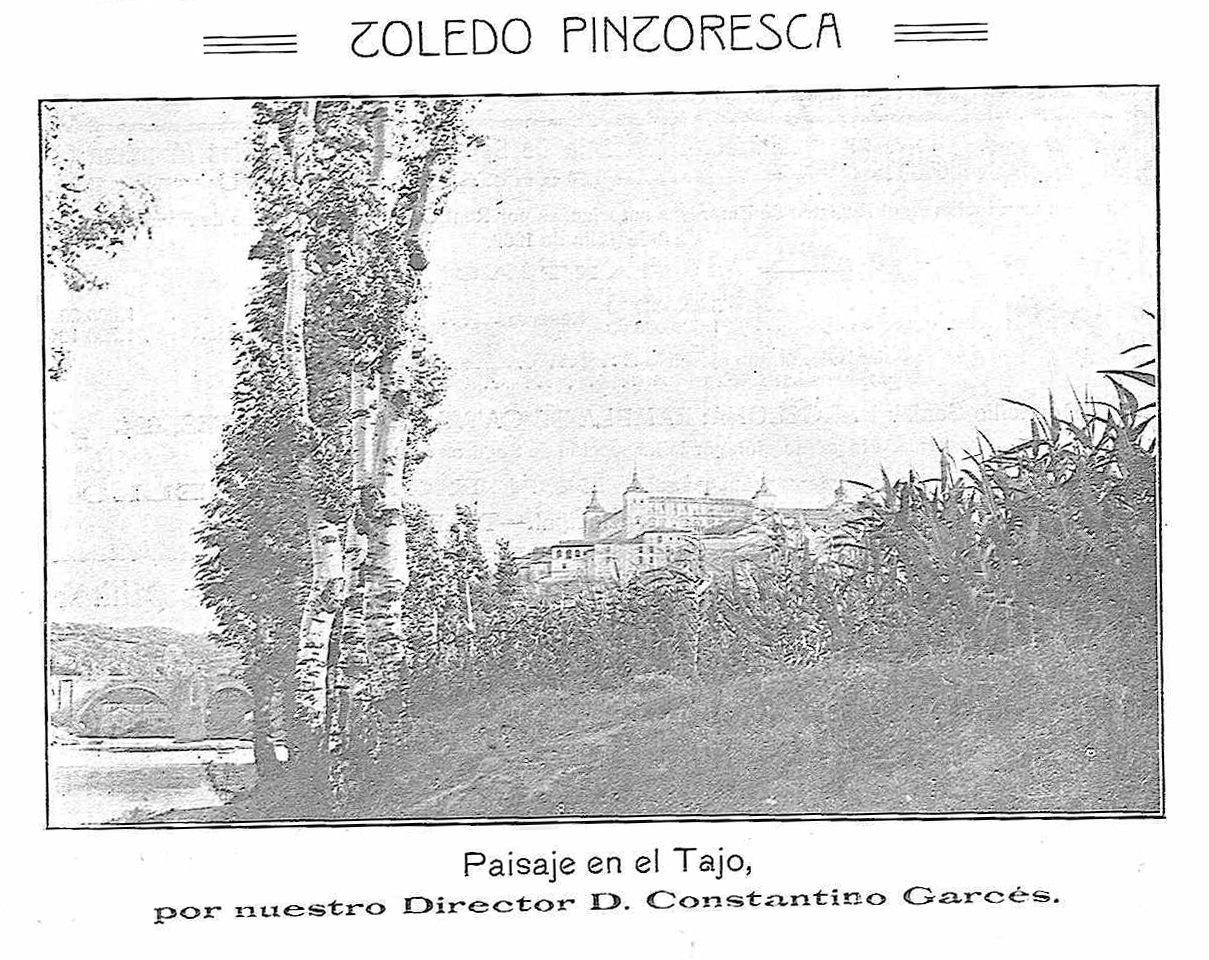
Paysage du Tage

Né au XIXe siècle, il est devenu rédacteur en chef du magazine de Tolède La Campana Gorda. Il était le chef des pompiers de Tolède et l'auteur d'ouvrages sur cette ville tels que Álbum guía de Toledo et Guía ilustrada de Toledo. Il est décédé le 6 septembre 1922.
En tant que photographe, Garcés collabora au journal Toledo, fondé par Santiago Camarasa (es) en 1915.